# Mavirus
Mavirus — рід дволанцюгових ДНК-вірусів родини Lavidaviridae. Інфікує морського джгутикового протиста Cafeteria roenbergensis, але лише у симбіозі з гігантським вірусом Cafeteria roenbergensis virus (CroV). Mavirus класифікується як вірус-сателіт, а CroV — його допоміжний вірус (вірусоїд). Оскільки Mavirus впливає на розвиток і розмноження свого вірусу-помічника, його також класифікують як вірофаг («пожирач вірусів»).

## Опис
Віріони (вірусні частинки) не мають оболонки, а капсид має діаметр 75 нм з ікосаедричною геометрією (Т=27). Геном у вигляді кільцевого подвійного ланцюга ДНК довжиною 19 063 пар основ. Згідно з дослідженнями, він повинен містити 20 відкритих рамок зчитування (ORF). Сім із цих ORF мають гомологію з групою транспозонів, відомою як Polinton (також Maverick). Геном кодує, серед іншого: ретровірусну інтегразу, аденозинтрифосфатази та цистеїнову протеазу.

## Систематика
Mavirus належить до родини вірусів Lavidaviridae. Визнаний Міжнародним комітетом з таксономії вірусів (ICTV) у 2016 році. До роду відносять один вид Cafeteriavirus-dependent mavirus. Тим часом, було запропоновано інший вид, який, як припускають, належить до цього роду, Ace Lake Mavirus (ALM).